# Секретариат за производството и агроенергията
Секретариатът за производството и агроенергията (на португалски: Secretaria de Produção e Agroenergia — SPAE) е специализиран орган на Mинистерството на земеделието на Бразилия, който отговаря за формулирането, прилагането и оценката на политиките за насърчаване на секторите за производство на кафе и агроенергия. В компетенциите на секретариата се намират всички въпроси, отнасящи се до отглеждането на захарна тръстика, кафе и горски плантации, предназначени за добив на биомаса, както и за производството на етанол, захар и биогорива.
Приоритетни за секретариата са и дейностите за повишаване квалификацията на работната сила, заета в кафеения и агронергийния сектор, както и за рекламирането и популяризирането на различните марки бразилско кафе в страната и в чужбина
.
Секретариатът се грижи и за финансирането на производството на кафе чрез освобождаване на средства за кредитни операции за покриване на разходи по събирането, съхраняването и продажбата на кафе (FAC) и съдейства за възстановяване на засегнати от градушки кафеени насаждения.

## Структура
Създаден през 2005 г., секретариатът се състои от два департамента — Департамен за кафето и Департамент за захарна тръстика и агроенергия.
Департаментът за захарна тръстика и агроенергия (Departamento de Cana-de-Açúcar e Agroenergia – DCAA) работи за утвърждаването на Бразилия като водещ производител на агроенергия в световен мащаб. Департаментът представлява министерството в множество международни споразумения за сътрудничество в производство на биоетанол и агроенергийни продукти. Освен това департаментът подпомага бразилския сектор за производство на захарна тръстика, биоетанол и захар, чрез генериране на вътрешно и международно референтни статистически данни, достъпни за различни обществени и частни организации. Департаментът представлява министерството в Международната захарна организация, която обединява най-големите страни – производители, потребители, вносители и износители на захар в света. Отговаря и за взаимодействието на държавата с частния сектор чрез секторните камари на производители на биоетанол, наблюдаващи снабдяването с биоетанол и производството в плантациите. Освен това департаментът популяризира интернационализацията на биогоривата и устойчивото разпространение на агроенергията чрез системата Агроекологичното зониране на захарната тръстика и чрез формулирането на политики за финансиране и подпомагане на производителите на захар от захарна тръстика.
Департаментът за кафето (Departamento do Café – DCAF) отговаря за формулирането и управлението на политиките, насочени към кафеения сектор. Департаментът популяризира, координира и оценява проектите, секторните политики и насоки, издадени от Консултативния съвет за политиката по кафето – най-висшия съвещателен орган по въпросите, засягащи отглеждането на кафе в национален мащаб. В този контекст приоритетни за департамента са действията по изготвяне на агрономически изследвания, проучването на добивите и производствените разходи, стимулирането на производителността и конкурентоспособността в сектора.